# Guerrilla Girls

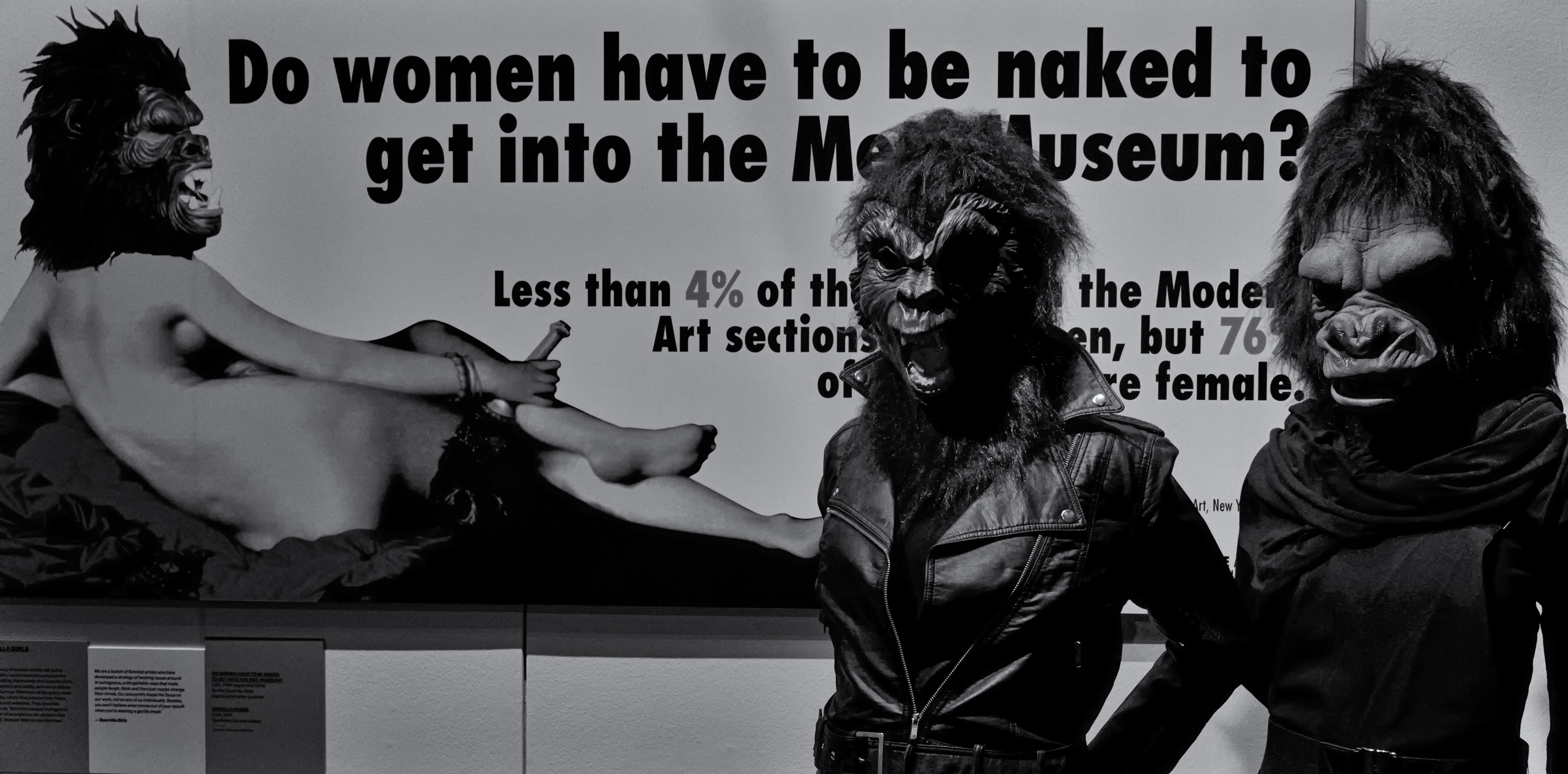
Guerrilla Girls - V&A Museum, London

Guerrilla Girls è un gruppo anonimo di artiste femministe dedite alla lotta contro il sessismo e il razzismo nel mondo dell’arte. Il gruppo si è formato a New York nel 1985 con la missione di mettere a fuoco la disuguaglianza razziale e di genere all’interno della comunità artistica. Il gruppo impiega inceppamenti culturali sotto forma di poster, libri, cartelloni pubblicitari e apparizioni pubbliche per esporre la discriminazione e la corruzione. Per rimanere anonimi, i membri indossano maschere di gorilla e usano pseudonimi che si riferiscono a donne artiste decedute. Secondo GG1, le identità sono nascoste perché le questioni contano più delle identità individuali, “Alla fine, volevamo che l’attenzione fosse focalizzata sulle questioni, non sulle nostre personalità o sul nostro lavoro”

## Storia
Nella primavera del 1985, sette donne lanciarono le Guerrilla Girls in risposta alla mostra del Museum of Modern Art di New York “An international Survey of Recent Paiting and Sculpture”, il cui elenco di 165 artisti comprendeva solo 13 donne. Inaugurato l’edificio recentemente rinnovato e ampliato del MoMA, questa mostra ha affermato di esaminare i più importanti pittori e scultori dell’epoca di 17 paesi. La proporzione di artisti di colore era ancora più piccola, nessuno di loro erano donne.
Poco dopo, il gruppo ha ampliato la propria attenzione per includere il razzismo nel mondo dell’arte, attirando artisti di colore. Hanno anche intrapreso progetti al di fuori di New York, consentendo loro di affrontare il sessismo e il razzismo a livello nazionale e internazionale. Sebbene il mondo dell’arte sia rimasto l’obiettivo principale del gruppo, l’agenda delle Guerrilla Girls ha incluso il sessismo e il razzismo nei film, nella cultura di massa e popolare e nella politica. Il tokenismo rappresenta anche una delle principali preoccupazioni del gruppo.
Durante i suoi primi anni, le Guerrilla Girls condussero “weenie counts”, in modo che i membri visitassero istituzioni come il Metropolitan Museum of Art e contassero i rapport tra soggetti maschili e femminili delle opera d’arte. I dati raccolti dalle collezioni pubbliche del Met nel 1989 mostravano che le donne artisti avevano prodotto meno del 5% delle opere nel dipartimento di arte moderna, mentre l’85% dei nudi erano donne.

Le Guerrilla Girls hanno anche lavorato a stretto contatto con gli artisti, incoraggiandogli a parlare con quelli all’interno della comunità per colmare il divario di genere in cui lo percepivano. 

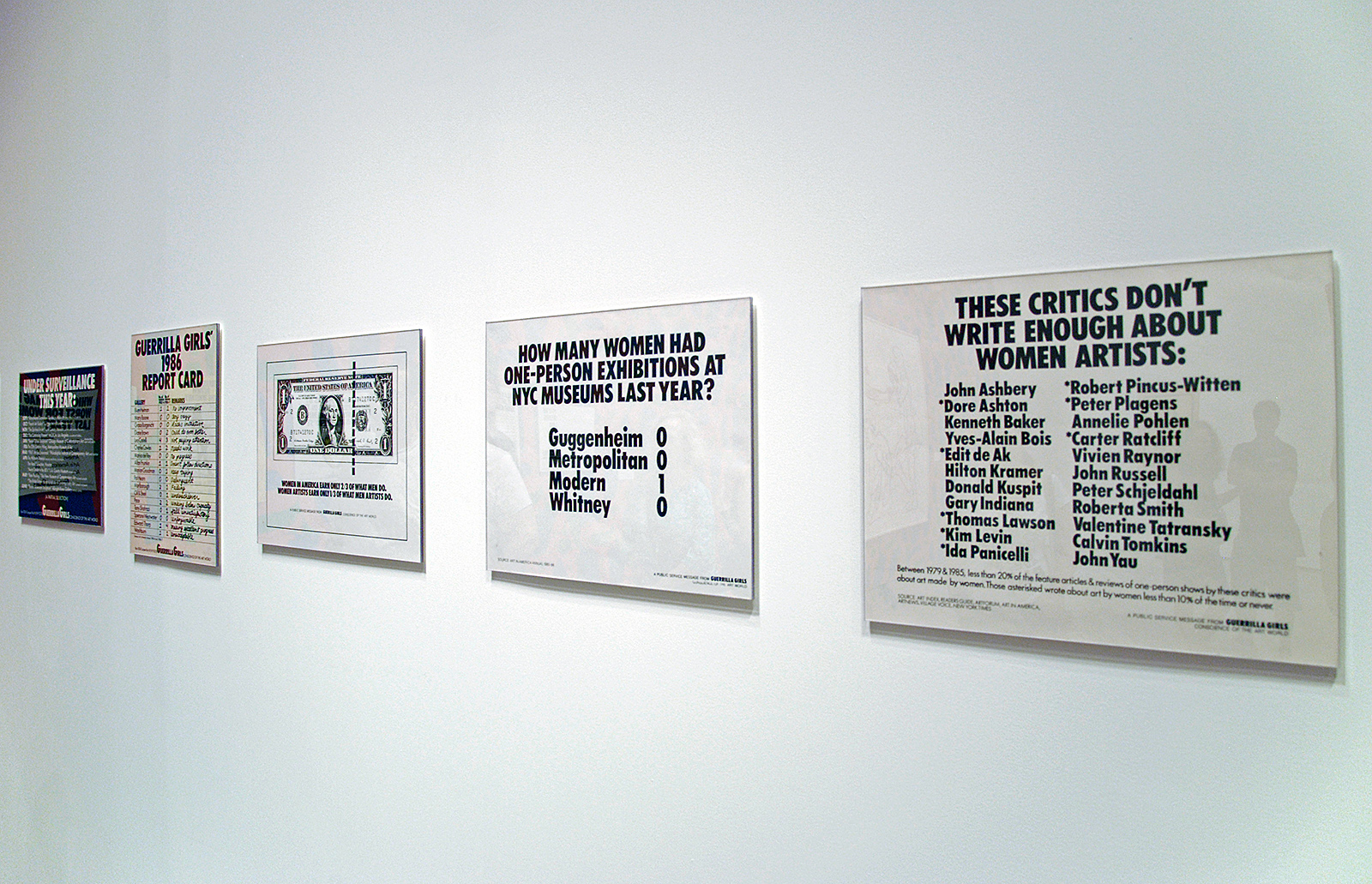
Guerrilla Girls, una loro opera nel museo MoMA.

## Influenze
Modellati dal movimento femminile degli anni ’70, le Guerrilla Girls decisero di escogitare nuove strategie, in particolare si sono resi conto che gli strumenti degli anni ’70 come picchetti e marce si sono rivelati inefficaci, come dimostrano quanto facilmente il MoMA potesse ignorare 200 manifesti dal Caucus Femminile per l’arte. “Dovevamo avere una nuova imagine e un nuovo tipo di linguaggio per fare appello a una generazione più giovane di donne”, ricorda una delle Guerrilla Girls fondatrici “Liubov Popova”. Le Guerrilla Girls hanno cercato un approccio alternativo, uno che avrebbe sconfitto le opinioni dei movimenti femministi degli anni ’70 come odiare l’uomo, anti-materno, stridente e privo di umorismo. Versato nelle teorie post-strutturaliste, adottarono iniziative degli anni ’70, ma con un linguaggio e uno stile diversi. Le prime femministe hanno affrontato questioni cupe e poco divertenti come la violenza sessuale, ispirando le Guerrilla Girls a mantenere intatto il loro spirito, avvicinandosi al loro lavoro con arguzia e risate, prevenendo così un contraccolpo.

## Lavoro: pubblicazioni e merce
Per far luce sulla disuguaglianza nel mondo dell’arte, le Guerrilla Girls hanno pubblicato numerosi libri, il primo nel 1995 Confessions of the Guerrilla Girls, una raccolta di 50 opere più un’auto intervista. Nel 1998 hanno pubblicato The Guerrilla Girls Bedside Companion to the History of Western Art, un libro di sensibilizzazione che esplora il modo in cui il dominio maschile della storia dell’arte ha limitato le carriere di molte donne artiste. Nel 2003 hanno pubblicato Bitches, Bimbos and Ballbreakers, un catalogo sporco di “I migliori stereotipi dalla culla alla tomba”. Offrendo storie in miniatura per cliché culturali che vanno da “Daddy’s Girl”, “The girl next door”, “Bimbo/Dumb blonde”, a “The bitch/Ballbreaker”, a ciascuno viene dato il “trattamento di marchio Guerrilla Girl: fattoidi appuntiti e grafica accattivante”.
Il loro libro del 2004 The Guerrilla Girls Museum Activity Book (ristampato nel 2012), parodia dei libri di attività museali per bambini. Con lo scopo di insegnare ai bambini come apprezzare e criticare i musei, questo libro offre attività che rivelano gli aspetti problematici della cultura museale e delle principali collezioni museali. Nel 2009 hanno pubblicato una storia di isteria: The hysterical Herstory of Hysteria And How It Was Cured From Ancient Times Until Now.

## Mostre notevoli
- The Night the  Apologized, 1985, Palladium, New York, New York
- Guerrilla Girls Review the Whitney, 1987, The Clocktower, New York, New York
- Guerrilla Girls Printed Matter, 1995, 77 Wooster Street, SoHo
- Not Ready to Make Nice: Guerrilla Girls in the Artworld and Beyond, 2012-2017, Columbia College Chicago, Chicago Illinois (traveled to 10 additional venues around the US)
- Guerrilla Girls: Exposición Retrospectiva, 2013, Alhóndiga Bilbao, Bilbao, Spain
- Media Networks: Andy Warhol and the Guerrilla Girls, (display), 2016, Tate Modern, London, United Kingdom
- Guerrilla Girls: Not Ready to Make Nice, 30 Years and Still Counting, Abron Arts Center, New York, New York
- Art at the Center: Guerrilla Girls, 2016, Walker Art Center, Minneapolis, Minnesota[59]
- Beyond the Streets, 2018, Los Angeles